# Vijainagar

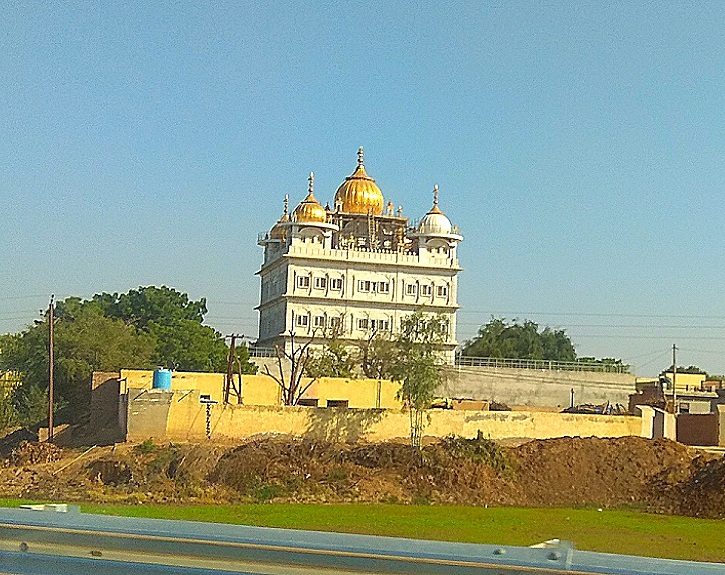
Baba Deva Singh Dera

Vijainagar é uma cidade e um município no distrito de Ganganagar, no estado indiano de Rajasthan.

## Demografia
Segundo o censo de 2001, Vijainagar tinha uma população de 17,867 habitantes. Os indivíduos do sexo masculino constituem 54% da população e os do sexo feminino 46%. Vijainagar tem uma taxa de literacia de 62%, superior à média nacional de 59.5%: a literacia no sexo masculino é de 69% e no sexo feminino é de 54%. Em Vijainagar, 16% da população está abaixo dos 6 anos de idade.